# Alfonso Albacete (pintor)
Alfonso Albacete (Antequera, Málaga, España, 1950) es un pintor, grabador y artista español. Arquitecto de formación, expone su obra pictórica desde 1978.

## Biografía
Alfonso Albacete, nacido en Antequera (Málaga) en 1950, se trasladó muy joven con su familia a Murcia, donde fue discípulo de Juan Bonafé. Sus primeras exposiciones individuales tuvieron lugar a principios de los años setenta en Murcia, Madrid, Sevilla o Valencia. Asistió al Círculo de Bellas Artes de Valencia, prosiguiendo sus estudios en la Escuela Superior de Arquitectura de Madrid. En 1977, con la carrera terminada, retomó en plenitud la pintura y en 1979 realizó en la madrileña galería Egam una exposición individual que le dio a conocer.

## Estética
Albacete pertenece por generación a la nómina de finales de los años setenta (Campano, Quejido, Pérez Villalta, Pérez Mínguez, Alcolea, Franco, Gordillo, Cobo y Molero). Una generación que fue abandonando experiencias conceptuales anteriores para volver a la pintura desde la perspectiva proporcionada por las vanguardias históricas y las recientes abstracciones. Albacete, que transitará desde entonces entre la figuración y la abstracción, se sintió especialmente impactado por el expresionismo abstracto estadounidense y por artistas como Jasper Johns, Richard Diebenkorn o Helen Frankenthaler. El rico cromatismo y la firme estructuración de sus composiciones con figuras y espacios muy luminosos, dan a sus composiciones una impronta característica.

## Exposiciones
Alfonso Albacete se inició en el mundo del arte en una pequeña muestra colectiva que organizó Juana de Aizpuru en Sevilla, en 1972. En 1982 expone en la Galería Marlborough de Madrid. Su primera gran exposición tuvo lugar en 1988 en el desaparecido Museo Español de Arte Contemporáneo, precedente del Museo Reina Sofía de Madrid.
En 2001 presentó sus trabajos en una muestra individual en la Galería Marín Galy de Málaga.
En 2018 el Centro Andaluz de Arte Contemporáneo (CAAC) de Sevilla inauguró la primera retrospectiva de su obra en 30 años con el título 'Alfonso Albacete. Las razones de la pintura'.

## Colecciones y obra en museos
- Museo de Arte Abstracto Español, Cuenca
- Museo Reina Sofía, Madrid
- Colección de la Casa Blanca, Washington
- Banco de España, Madrid
- Real Academia de Bellas Artes de San Fernando. Madrid
- CAAM, Centro Atlántico de Arte Moderno, Las Palmas de Gran Canaria
- Colección Argentaria, Madrid
- Colección Banca Lambert, Bruselas, Bélgica
- Colección Caja Madrid
- Colección Dobe, Zúrich, Suiza
- Compañía Telefónica Nacional de España, Madrid
- Fundación La Caixa, Barcelona
- Instituto de Crédito Oficial, Madrid
- Mie Prefetural Art Museum, Mie, Japón
- Museo de Bellas Artes de Bilbao, Bilbao
- Museo Español de Arte Contemporáneo, Madrid
- Patio Herreriano, Valladolid
- ARTIUM, Vitoria
- Museo Wurth, Alemania
- Chase Manhattan Bank, New York, EE. UU.
- Colección Corredera, Sevilla
- Galería de Arte La Aurora, Murcia

## Premios y reconocimientos
- En marzo de 2023 ingresó en la Real Academia de Bellas Artes de San Fernando, con un discurso titulado: "Bosquejo de pintura hablada".«El pintor Alfonso Albacete ingresa este domingo en la Real Academia de Bellas Artes».